# Otaza
Otaza (Otatza en euskera) es un despoblado que actualmente forma parte del concejo de Asteguieta, que está situado en el municipio de Vitoria, en la provincia de Álava, País Vasco (España).

## Historia
Antigua localidad que formaba parte del municipio de Foronda, pasó a formar parte del municipio de Vitoria, cuando este fue anexionado en 1974. La población fue derruida con la construcción del aeropuerto de Foronda, descubriéndose el denominado Tesoro de Otaza de 5000 monedas de vellón.

## Demografía
| Gráfica de evolución demográfica de Otaza entre 1800 y 1981                       |
|                                                                                   |
| Población de derecho, según los censos de población de la Enciclopedia Auñamendi. |